# اوریکس کورپوریشن
ابرشرکت اوریکس، (انگلیسی: Orix Corporation) ابرشرکت خدمات مالی ژاپنی است، که در سال ۱۹۶۴ تأسیس شد.